# دوري السوبر الأوغندي 2002-03
دوري السوبر الأوغندي 2002-03 (بالإنجليزية: 2002–03 Uganda Super League)‏ هو موسم من دوري السوبر الأوغندي. أشرف على تنظيمه اتحاد أوغندا لكرة القدم، وكان عدد الأندية المشاركة فيه 15، وفاز فيه نادي ناكيفوبو فيلا.